# Закшев (Радомщанський повіт)
Закшев (пол. Zakrzew) — село в Польщі, у гміні Кодромб Радомщанського повіту Лодзинського воєводства.
Населення — 234 особи (2011).
У 1975-1998 роках село належало до Пйотрковського воєводства.

## Демографія
Демографічна структура станом на 31 березня 2011 року:
|          | Загалом | Допрацездатний вік | Працездатний вік | Постпрацездатний вік |
| -------- | ------- | ------------------ | ---------------- | -------------------- |
| Чоловіки | 102     | 21                 | 73               | 8                    |
| Жінки    | 132     | 29                 | 73               | 30                   |
| Разом    | 234     | 50                 | 146              | 38                   |